# Molossus rufus
Molossus rufus é uma espécie de morcego da família Molossidae. Pode ser encontrada na América Central e do Sul.